# 輪廻の雨
『輪廻の雨』（りんねのあめ）は、フジテレビで2010年1月4日の23時30分より翌5日0時30分までの枠の中で放送された単発テレビドラマ。
第21回フジテレビヤングシナリオ大賞受賞作品の映像化作品である。

## 概要
両親を失い、二人で暮らす大学生の三上孝平と弟の修平。
修平には知的障害があり、工場に勤めるが工場長に日常的に暴力を振るわれていた。
それを知った孝平は工場長を殺害し、修平の手を借りて死体を山に埋めてしまう。
「いのちは大切にしなくてはいけない」と教えられてきた修平は兄の殺人を理解できず・・・。

## キャスト
三上孝平（21）：山本裕典
大学生。献身的に弟を支える。
三上修平（18）：瀬戸康史
孝平の弟。中度の知的障害者。
菅井愛実（21）：貫地谷しほり
孝平と同じ大学に通う。孝平の恋人。
青木浩之（29）：青木崇高
徳永とタッグの若手刑事。
橘 正也（50）：小木茂光
工場長。
橘 君枝（48）：手塚理美
修平が勤める工場での工場長の妻。
徳永 剛（34）：永井大
刑事。
- ブザー・ビート〜崖っぷちのヒーロー〜に出演したキャストが多い。（貫地谷・青木・永井・小木の4人）
- 山本と瀬戸はアタシんちの男子でも兄弟役を演じていた（ただ、血は繋がっていない設定である）。

## スタッフ
- 脚本:桑村さや香
- 演出:並木道子
- プロデュース:中野利幸
- 制作:フジテレビドラマ制作センター